# Прапор Курської області
Прапор Курської області — символ Курської області, був затверджений Курською обласною думою 17 грудня 1996 року.

## Опис
Прапор Курської області являє собою прямокутне полотнище, що складається з п'яти смуг: червоного, срібного, золотого, чорного й червоного кольорив. Смуги червоного кольору рівновеликі. Смуги срібного, золотого й чорного кольори рівновеликі між собою. Відношення ширини смуги червоного кольору до ширини однієї зі смуг срібного, золотого або чорного кольори — два до одному. У центрі прапора розташований герб Курської області. Відношення ширини прапора до його довжини — 2:3.